# Peter Tade Tramm
Peter Tade Tramm (* 29. Dezember 1953 in Bredstedt) ist ein deutscher Erziehungswissenschaftler.

## Leben
Von 1975 bis 1980 studierte er Volkswirtschaftslehre und der Wirtschaftspädagogik an der Universität Göttingen (1980 Examen zum Diplom-Handelslehrer). Nach dem Vorbereitungsdienst 1985 für das Lehramt an berufsbildenden Schulen – kaufmännische Fachrichtung – in Oldenburg (2. Staatsexamen) und der Promotion 1992 zum Dr. rer. pol. war er 1997 bis 2019 Professor (C4) für Erziehungswissenschaft unter besonderer Berücksichtigung der Wirtschaftspädagogik an der Universität Hamburg.
Seine Forschungsschwerpunkte sind Berufsbildungspolitik, Curriculumtheorie, Didaktik der Übungsfirmen- und Lernbüroarbeit, Didaktik des Rechnungswesens, Didaktik handlungsorientierten Lernens, Lernortkooperation, wirtschaftsberufliche Curriculumentwicklung und ökonomische Bildung in der kaufmännischen Berufsbildung.

## Schriften (Auswahl)
- mit Werner Baumert: Theoretische und praktische Perspektiven der Lernbüroarbeit. Oldenburg 1993, OCLC 175008815.
- mit Detlef Sembill, Fritz Klauser und Ernst G. John (Hrsg.): Professionalisierung kaufmännischer Berufsbildung. Beiträge zur Öffnung der Wirtschaftspädagogik für die Anforderungen des 21. Jahrhunderts. Festschrift zum 60. Geburtstag von Frank Achtenhagen. Frankfurt am Main 1999, ISBN 3-631-34763-4.
- (Hrsg.): Perspektiven der kaufmännischen Berufsbildung. Entwicklungen im Spannungsfeld globalen Denkens und lokalen Handelns. Bielefeld 2002, ISBN 978-3-7639-3061-6.
- mit Marc Casper und Tobias Schlömer (Hrsg.): Didaktik der beruflichen Bildung – Selbstverständnis, Zukunftsperspektiven und Innovationsschwerpunkte. Bielefeld 2018, ISBN 3-7639-1199-5.